# Staatliche Museen zu Berlin

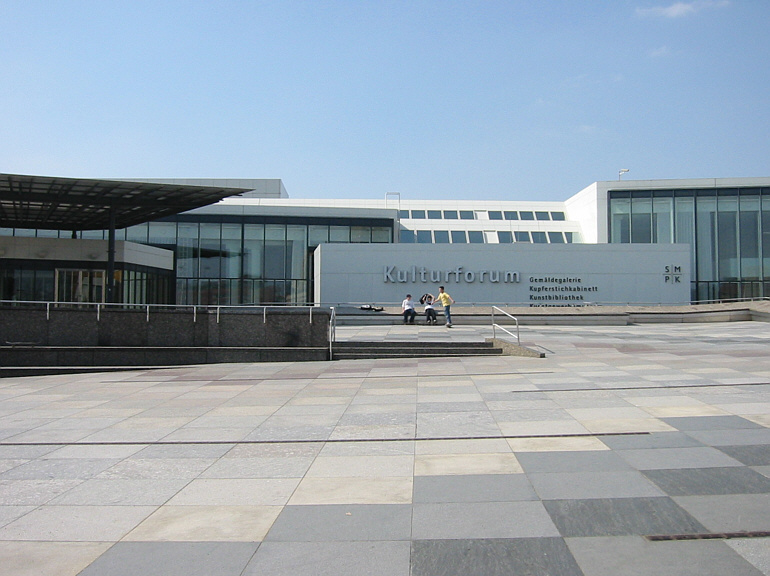
Kulturforum

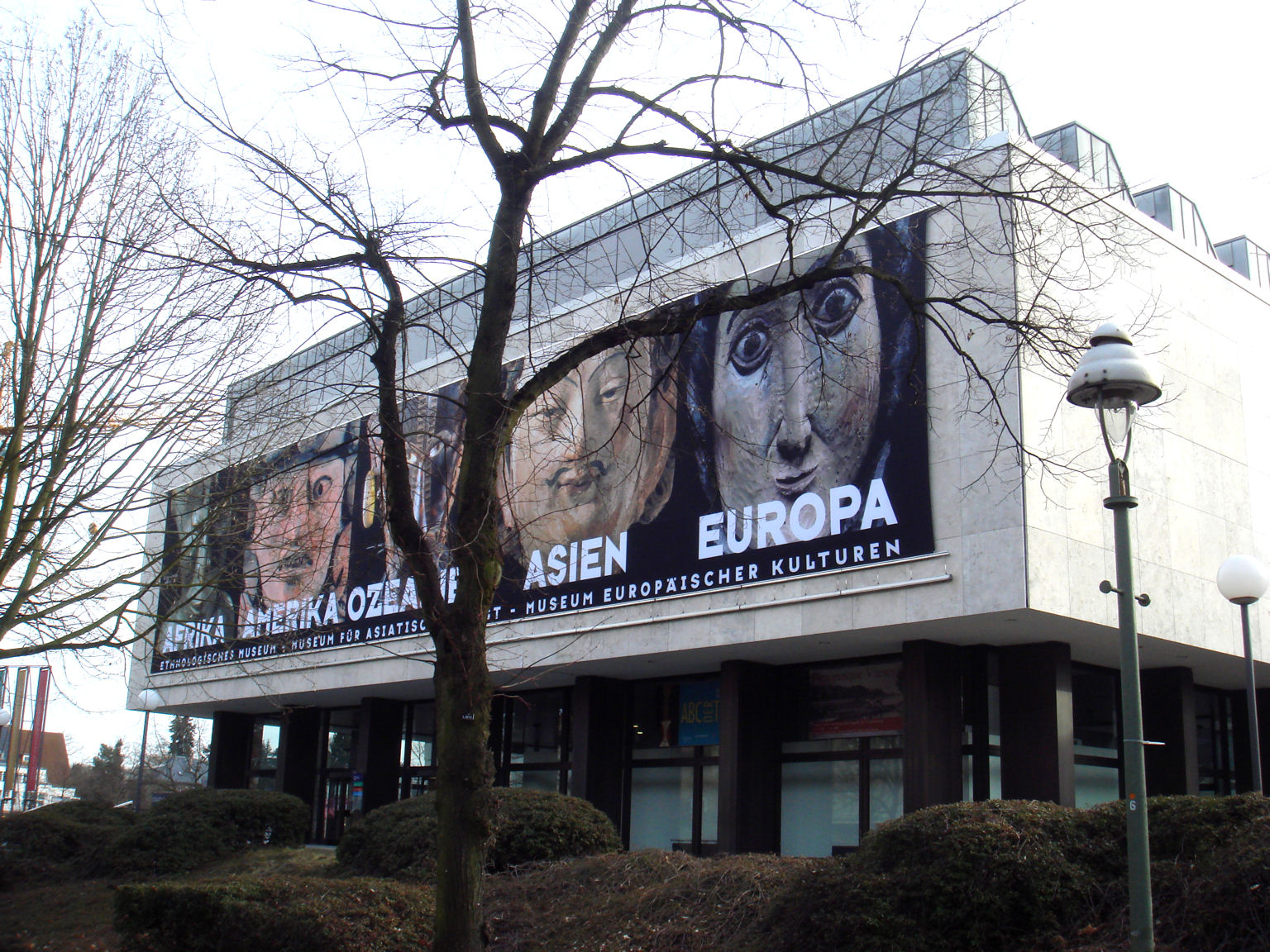
Museum für Asiatische Kunst

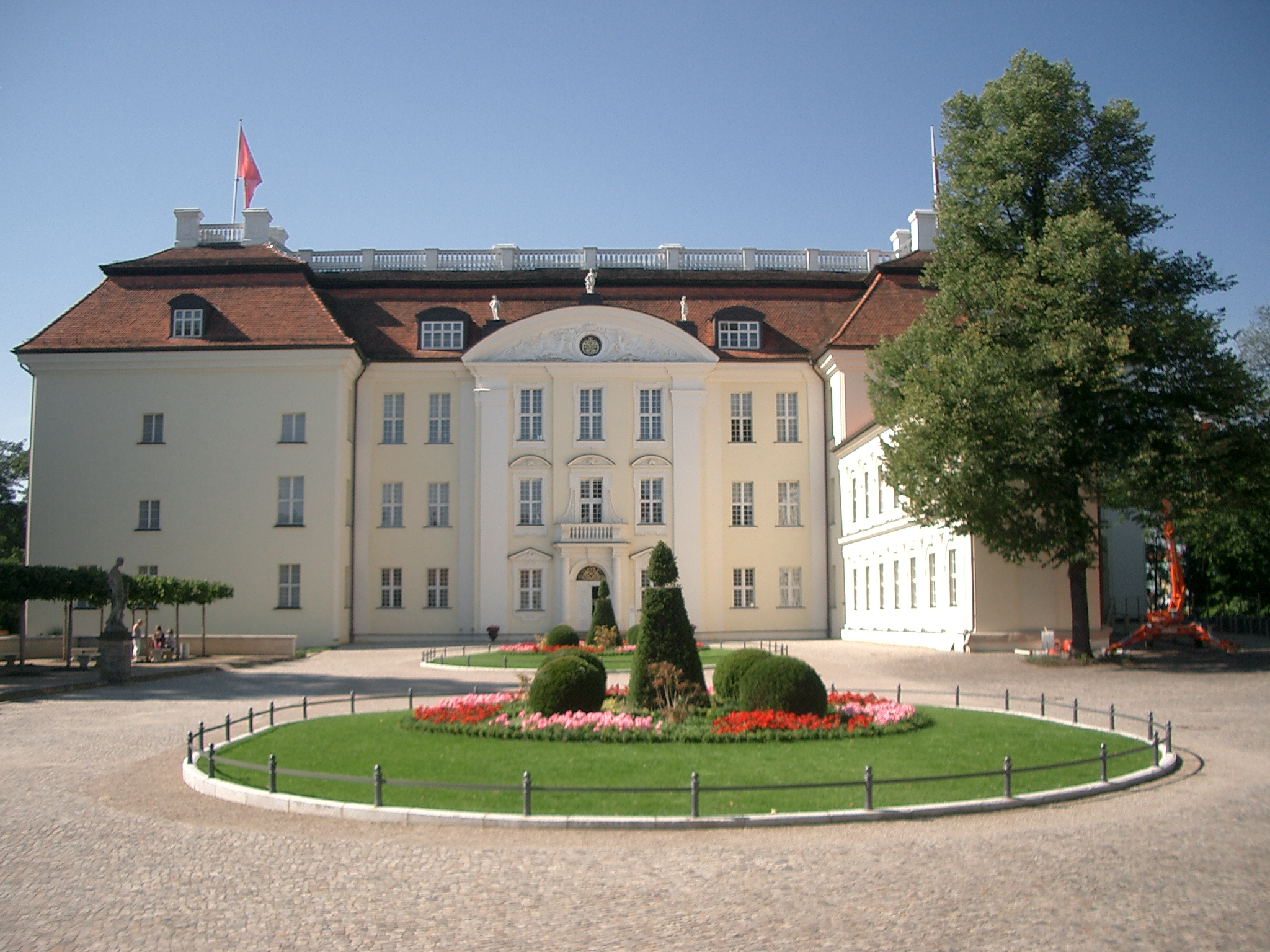
Schloss Köpenick

Staatliche Museen zu Berlin (pol. Berlińskie Muzea Państwowe Pruskiego Dziedzictwa Kulturalnego) – zespół instytucji w Berlinie obejmujący siedemnaście muzeów zgrupowanych w pięciu podjednostkach, kilka instytucji badawczych, kilka bibliotek oraz innych instytucji.
W 1999 r. centralny kompleks został dodany do listy światowego dziedzictwa przez UNESCO. W 2007 r. Staatliche Museen zu Berlin stały się największym kompleksem muzealnym w Europie.

## Berlin-Mitte
- Museumsinsel
  - Altes Museum: grecki i rzymski antyk
  - Alte Nationalgalerie: XIX-wieczne dzieła sztuki
  - Bode-Museum: numizmatyka, kolekcja bizantyjska
  - Neues Museum: kolekcja papirusów
  - Muzeum Pergamońskie: starożytny Bliski Wschód
- Friedrichswerdersche Kirche: rzeźby z początku XIX wieku

## Tiergarten/Moabit
- Kulturforum
  - Gemäldegalerie: obrazy starych mistrzów
  - Kunstgewerbemuseum: muzeum sztuki dekoracyjnej
  - Kupferstichkabinett: starodruki
  - Kunstbibliothek: biblioteka sztuki
  - Neue Nationalgalerie: Nowa Galeria Narodowa
- Hamburger Bahnhof: muzeum współczesnej sztuki, zawiera kolekcję Flicka

## Charlottenburg
- Museum Berggruen: sztuka nowoczesna
- Muzeum Fotografii
- Sammlung Scharf-Gerstenberg: sztuka surrealizmu
- Gipsformerei (Replica workshop)

## Dahlem
- Muzeum Etnologiczne: amerykańska archeologia, kultury Oceanii, wschodniej Azji i Afryki
- Muzeum Sztuki Azji: kolekcja z południowej, południowo-wschodniej i centralnej Azji
- Museum Europäischer Kulturen: europejska kultura